# Lake Canopus
Der Lake Canopus ist ein kleiner See im Wright Valley des ostantarktischen Viktorialands. Er liegt 65 m oberhalb des Südufers des Lake Vanda.
Teilnehmer der von 1963 bis 1964 dauernden achten Kampagne im Rahmen der neuseeländischen Victoria University’s Antarctic Expeditions benannten ihn nach Canopus, Steuermann des Menelaos aus der griechischen Mythologie.